# 1831 en Grèce
Chronologie de la Grèce
- 1827
- 1828
- 1829
- 1830
- 1831
- 1832
- 1833
- 1834
- 1835

Cette page concerne les évènements survenus en 1831 en Grèce  :

## Événement
- 9 octobre : Assassinat à Nauplie d'Ioánnis Kapodístrias, gouverneur de la Grèce. Il est remplacé par son frère Augustínos Kapodístrias.

## Création
- Comité administratif de la Grèce (el), conséquence de l'assassinat d'Ioánnis Kapodístrias.

## Naissance
- Georges Coronio (d), banquier.
- Lázaros Fytális, sculpteur.
- Apóstolos Makrákis, théologien et essayiste.
- Aléxandros Vásos (el), militaire.

## Décès
- Emmanuel Tombazis, héros de la guerre d'indépendance.
- Geórgios Mavromichális, assassin d'Ioánnis Kapodístrias.
- Geórgios Sisínis, personnalité politique.